# چارلز توماس هورنگرن
چارلز توماس هورنگرن (به انگلیسی: Charles Tmoas Horngren) (زاده ۲۸ اکتبر ۱۹۲۶، میلواکی، ویسکانسین، آمریکا - مرگ ۲۳ اکتبر ۲۰۱۱) پنجاه‌امین عضو تالار مشاهیر حسابداری است. وی در سال ۱۹۹۰، (در ۶۴سالگی) به عضویت تالار مشاهیر حسابداری مفتخر شد.

## آثار نوشتاری
از وی چند کتاب ارزش‌مند بر جای مانده است که از آن جمله می‌توان به موارد زیر اشاره کرد:
- «حسابداری بها: تاکید مدیریتی» (ویرایش نخست: ۱۹۶۲، ویرایش چهاردهم: ۲۰۱۱)،
- «مقدمه‌ای بر حسابداری مدیریت» (ویرایش نخست: ۱۹۶۵، ویرایش شانزدهم: ۲۰۱۳)،
- «مقدمه‌ای بر حسابداری مالی» (ویرایش نخست: ۱۹۸۱، ویرایش یازدهم: ۲۰۱۳)،
- «حسابداری» (ویرایش نخست: ۱۹۸۹- ویرایش نهم: ۲۰۱۱)،
- «مسائل حسابدار رسمی و رویکردهای برای حل» (دو جلدی؛ ویرایش نخست: ۱۹۵۹، ویرایش پنجم: ۱۹۷۹)، و
- «خواندنی‌هایی در نظریه‌ی حسابداری» (۱۹۶۵)

هورنگرن را در ایران و جهان بیش‌تر به واسطه تألیف دو کتاب حسابداری مدیریت ارزشمندش می‌شناسند؛ که پرفروش‌ترین کتاب‌های حسابداری مدیریت پنجاه سال گذشته جهان بوده‌اند.